# Illocska
Illocska (kroatisch Iločac) ist eine ungarische Gemeinde im Kreis Siklós im Komitat Baranya.

## Geografische Lage
Illocska liegt ungefähr zehn Kilometer südöstlich der Stadt Villány, an dem kleinen Fluss Karasica, unmittelbar an der Grenze zu Kroatien. Nachbargemeinden sind Lapáncsa, Kislippó und Magyarbóly. Jenseits der Grenze liegt in ein Kilometer Entfernung die kroatische Gemeinde Luč.

## Söhne und Töchter der Gemeinde
- László Kosztics (* 1958), Bildhauer

## Sehenswürdigkeiten
- Römisch-katholische Kirche Szent Márton,  erbaut 1892
- Russisch-ukrainisches Denkmal (Orosz-ukrán emlékmű), errichtet 1950
- Serbisch-Orthodoxe Kirche Szent Paraszkéva, erbaut 1908
- Weltkriegsgedenktafel (I. és II. világháborús emléktábla)

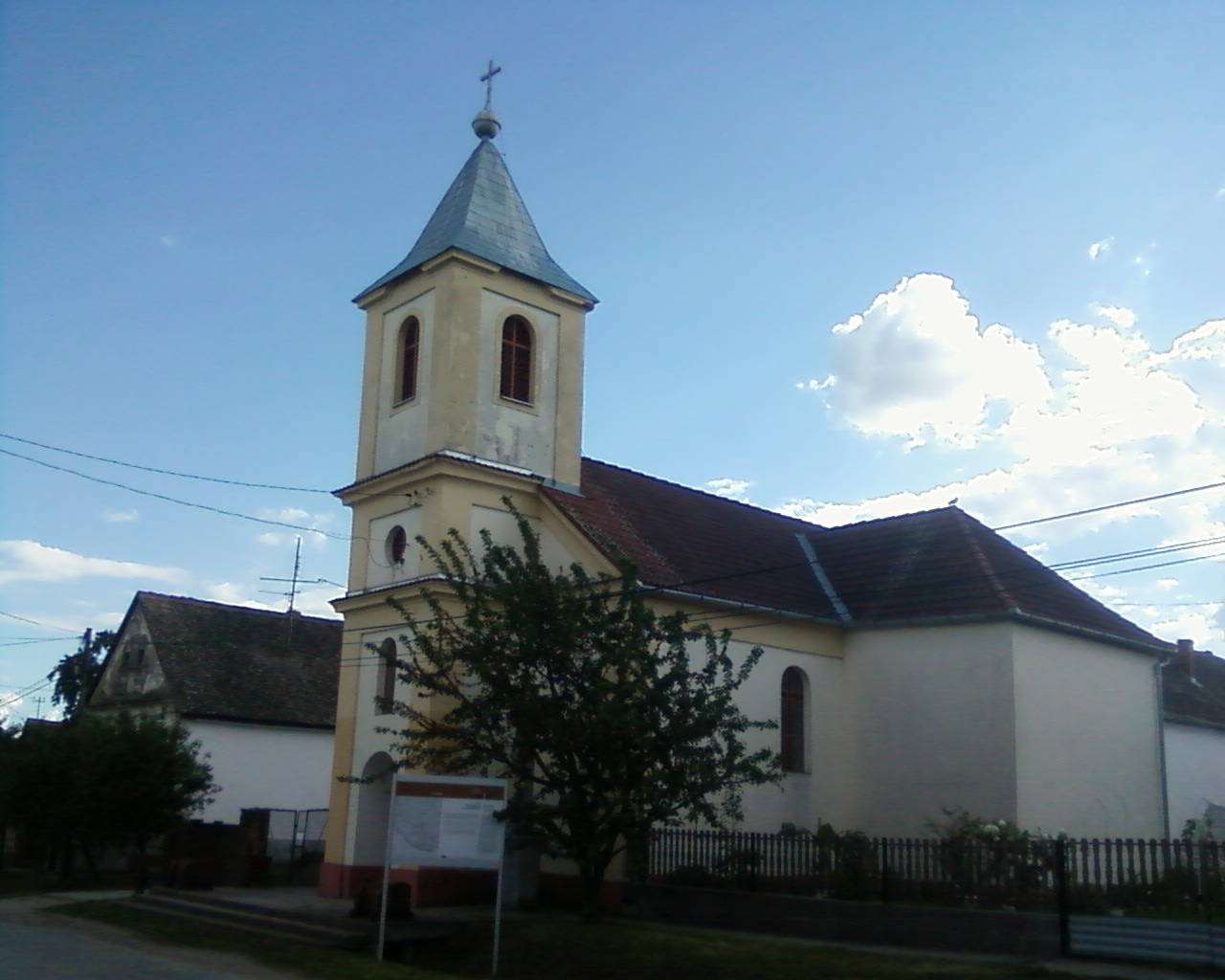
Röm.-kath. Kirche Szent Márton

## Verkehr
Illocska ist nur über die Nebenstraße Nr. 57119 zu erreichen. Der nächstgelegene Bahnhof befindet sich nordwestlich in Magyarbóly und ist angebunden an die Eisenbahnstrecke zwischen Villány und der kroatischen Stadt Beli Manastir.